# Konektom

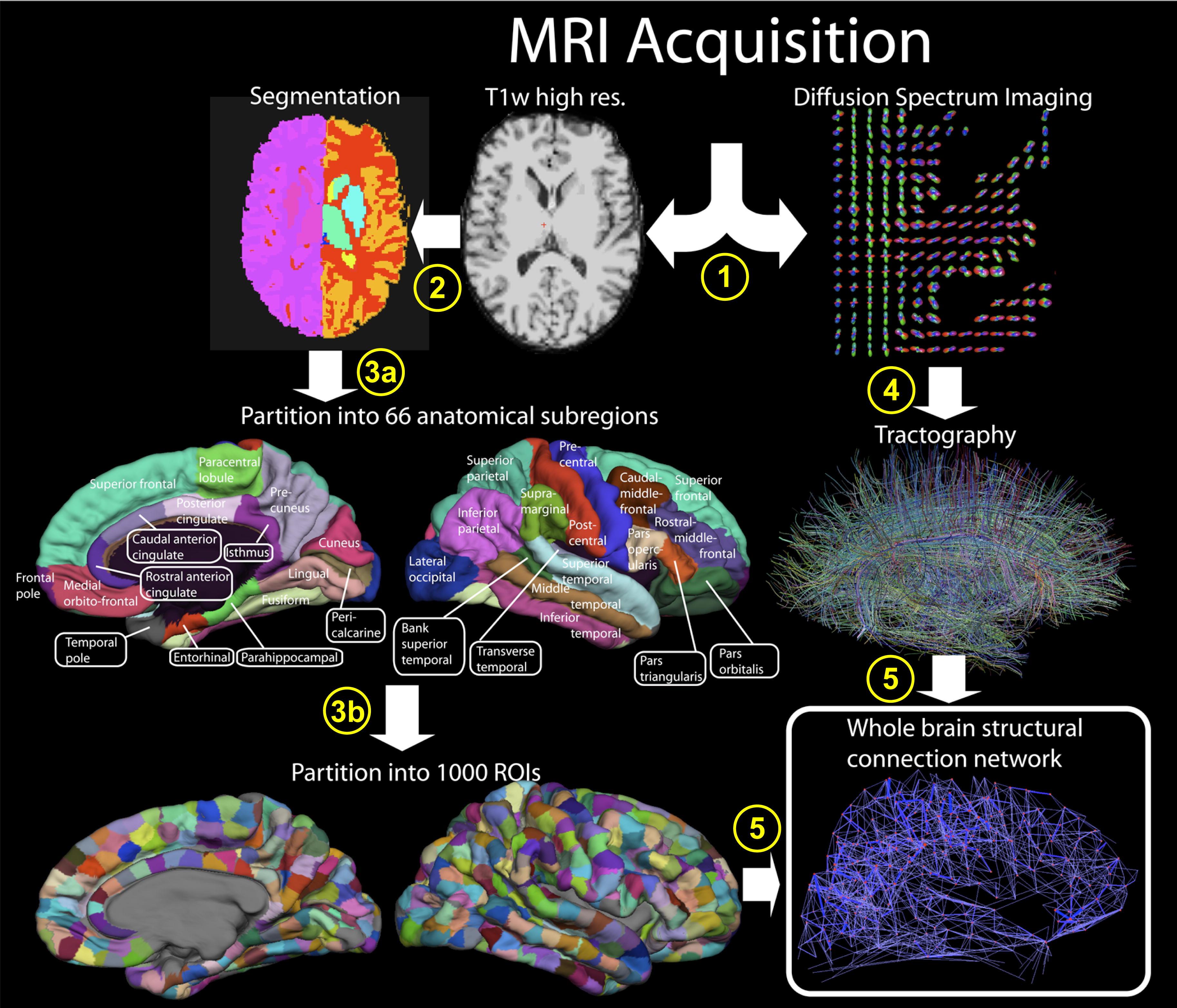
Badanie konektomu człowieka za pomocą MRI.

Konektom – kompletna mapa sieci połączeń neuronalnych. Termin odnosi się do sieci połączeń w mózgu, używany jest także do określenia kompletnej mapy połączeń nerwowych u gatunków nie posiadających ośrodkowego układu nerwowego (np. C. elegans). Nauka zajmująca się badaniem i mapowaniem konektomu nosi nazwę konektomiki. 
Pojęcie konektom zostało po raz pierwszy użyte w pracach naukowych w 2005 roku niezależnie od siebie przez dwóch autorów: Olafa Spornsa z Indiana University oraz Patricka Hagmanna ze Szpitala Uniwersyteckiego w Lozannie.
Pierwszym i dotychczas jedynym w pełni poznanym konektomem jest sieć połączeń neuronów w układzie nerwowym nicienia Caenorhabditis elegans. Została ona opracowana poprzez trójwymiarową rekonstrukcję struktury nerwów przy użyciu mikroskopii elektronowej. Wynik prac opublikowany został w 1986 roku.

## Poziomy konektomu
Konektom rozważa się na różnych skalach, w zależności od poziomu rozdzielczości połączeń neuronalnych i stopnia szczegółowości ich opisu. Zaproponowano trzy główne szczeble definiowania konektomu. Są to poziomy: makroskali, mezoskali i mikroskali. Zakłada się, że w przyszłości konektom może opisywać sieć neuronalną na wyższych niż obecnie definiowane poziomach szczegółowości.
- Konektom w makroskali - obejmuje połączenia i struktury w rozdzielczości przestrzennej do 1 milimetra. Podstawowymi węzłami sieci na tym poziomie połączeń w układzie nerwowym są specyficzne jądra i ośrodki mózgowe oraz poszczególne obszary kory.

- Konektom w mezoskali - definiowany jest w rozdzielczości przestrzennej około kilkuset mikrometrów. Na tym poziomie podstawowym elementem sieci mogą być dystynktywne populacje neuronów i/lub komórki ułożone w wyodrębniające się struktury - na przykład kolumny neuronalne w korze mózgowej.

- Konektom w mikroskali - dotyczy rozdzielczości przestrzennej 1 mikrometra. Węzłem podstawowym połączeń na tym poziomie są pojedyncze neurony.

Przyszłe - jeszcze bardziej dokładne - poziomy opisu konektomu mogą zawierać również dane obejmujące właściwości molekularne pojedynczych neuronów.

## Badania konektomu

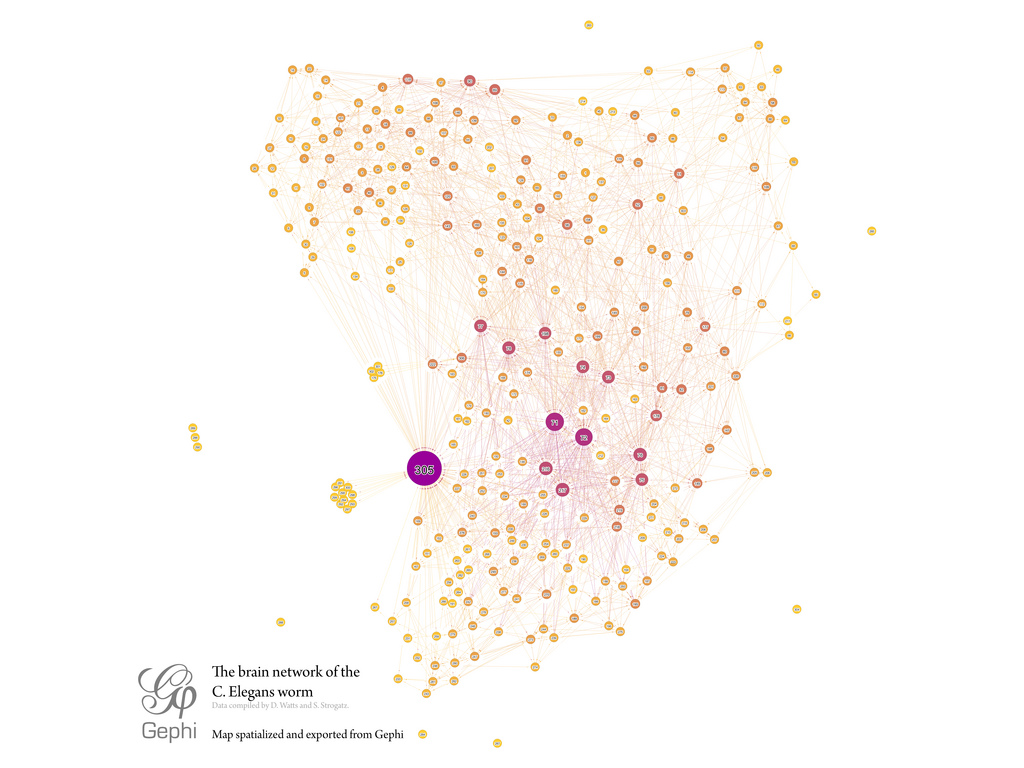
Pierwszy kompletnie odtworzony konektom, należący do nicienia C. elegans, składający się z 302 neuronów i 5000 synaps.

Techniki badań wykorzystywane przy rekonstruowaniu konektomu są zróżnicowane. Do niedawna najczęściej używano w tym celu metod mikroskopowych. Oprócz mikroskopii elektronowej stosowano również techniki barwienia immunofluorescencyjnego łączone z mikroskopią konfokalną. Jedną z najnowszych metod obrazowania neuronów stosowanych w badaniach na konektomem jest technika Brainbow. Nadzieje na rozwój konektomiki wiąże się obecnie z postępem w dziedzinie nieinwazyjnych metod obrazowania mózgu, wykorzystujących rezonans magnetyczny. Szczególnie dobre rezultaty uzyskiwane są za pomocą obrazowania dyfuzyjnego i pochodnych tej metody. W przypadku konektomu na poziomie makroskali uzupełnieniem wymienionych sposobów mapowania może być również wykorzystanie elektroencefalografii i magnetoencefalografii.           
Szczegółowa wiedza o strukturze konektomu może okazać się bardzo pomocna przy badaniu etiologii chorób neurologicznych oraz psychicznych, a także w badaniach nad źródłami różnic indywidualnych między ludźmi oraz przy studiach nad ewolucją układu nerwowego. Spodziewane jest, że już opisanie konektomu w makroskali może przynieść wiele pożytecznych odkryć, dających na przykład większy wgląd w charakter zniszczeń zachodzących przy udarach mózgu, dzięki czemu możliwe stałyby się lepsze diagnozy oraz skuteczniejsza rehabilitacja chorych.
Kompleksowym przedsięwzięciem badawczym w ramach konektomiki jest fundowany przez amerykańskie Narodowe Instytuty Zdrowia projekt poznania ludzkiego konektomu: "The Human Connectome Project". Uczestniczą w nim w ramach dwóch konsorcjów: Uniwersytet Waszyngtoński w Seattle wraz z Uniwersytetem Stanu Minnesota oraz Uniwersytet Kalifornijski wraz z Massachusetts General Hospital.
Najbardziej dokładną dotychczas mapę fragmentu ludzkiego konektomu udało się opracować w 2021 roku dzięki współpracy Jeffa Lichtmanna i jego laboratorium z Uniwersytetu Harvarda z działem konektomiki firmy Google. Fragment tkanki o objętości 1 mm³ pobrany z mózgu czterdziestopięcioletniej kobiety, cierpiącej na lekooporną formę epilepsji, został podzielony na 5000 plastrów o grubości 30 nm, poddanych obrazowaniu za pomocą szybkiego wielowiązkowego skaningowego mikroskopu elektronowego i przetwarzaniu przy pomocy algorytmów uczenia maszynowego. Jest on dostępny online. Opracowany w trzech wymiarach, wycinek ten zawiera obraz struktury 50 tysięcy neuronów, 130 milionów synaps i setek milionów neurytów. Wielkość zbioru danych związanych z tym niewielkim fragmentem konektomu to 1,4 petabajta. Szacuje się, że opracowanie całościowego konektomu mózgu myszy dałoby zbiór danych wielkości eksabajta, zaś zbiór danych dotyczący pełnego ludzkiego konektomu równałby się zettabajtowi, czyli wielkości porównywalnej do całości danych cyfrowych generowanych przez ludzkość przez jeden rok.